# Klimt (film)
Klimt è un film del 2006 diretto da Raúl Ruiz. Si tratta di una pellicola biografica sulla vita del pittore Gustav Klimt.

## Trama
Il film mostra il periodo della morte del pittore disteso sul letto di un ospedale. Partendo da quell'istante ripercorre per flashback i successi in vita, gli incontri presso i caffè di Vienna e i dibattiti accesi sugli stili dell'arte, la secessione viennese e la premiazione a Parigi. Nella trama si rende anche visibile l'erotismo contenuto nelle sue tele, gli istanti di creazione e il rapporto con le donne sino al momento della sua fine assistito da un'infermiera e dall'amico Schiele.

## Distribuzione
Il film è stato proiettato al Festival di Berlino del 2006 e, nello stesso anno, è stato presentato fuori concorso al Torino Film Festival.

## Riconoscimenti
- Nomination al Festival cinematografico internazionale di Mosca 2006: Golden St. George (Raúl Ruiz)